# Ribera Alta del Ebro
La Ribera Alta del Ebro (in aragonese: Ribera Alta de l'Ebro) è una delle 33 comarche dell'Aragona, con una popolazione di 22 564 abitanti; suo capoluogo è Alagón.
Amministrativamente fa parte della provincia di Saragozza, che comprende 17 comarche.